# Pelochrista lineolana
Pelochrista lineolana is een vlinder uit de familie bladrollers (Tortricidae). De wetenschappelijke naam is voor het eerst geldig gepubliceerd in 1964 door Kuznetsov.
De soort komt voor in Europa.